# Das Blau des Kaftans
Das Blau des Kaftans (Originaltitel: Le bleu du caftan; internationaler Titel: The Blue Caftan) ist ein Spielfilm von Maryam Touzani aus dem Jahr 2022. Das Beziehungsdrama, eine Koproduktion zwischen Frankreich, Marokko, Belgien  und Dänemark, wurde beim Filmfestival von Cannes im Mai 2022 uraufgeführt.

## Handlung
Halim und Mina sind seit langer Zeit ein Ehepaar. Beide betreiben ein traditionelles Kaftangeschäft in der Medina der marokkanischen Stadt Salé. Das Paar lebt mit dem Geheimnis, dass Halim homosexuell ist. Er hat seine wahre Sexualität zu verschweigen gelernt. Dies ändert sich, als Mina krank wird und der junge Lehrling Youssef im Geschäft anfängt. Halim und Youssef teilen dieselbe aufrichtige Leidenschaft für das Nähen und das sensible Gleichgewicht zwischen allen Beteiligten beginnt durcheinander zu geraten. In ihrer Liebe vereint, versucht jeder dem anderen zu helfen, sich den eigenen Ängsten zu stellen.

## Hintergrund
Das Blau des Kaftans ist der zweite Kinospielfilm der marokkanischen Filmemacherin Maryam Touzani, die das Drehbuch gemeinsam mit ihrem Ehemann Nabil Ayouch verfasste. Ayouch war wie bei Touzanis vorangegangenem Spielfilm Adam (2019) erneut als Produzent beteiligt. In den Hauptrollen wurden Ayoub Missioui, Lubna Azabal und Saleh Bakri verpflichtet. Azabal hatte auch in Adam eine der Hauptrollen bekleidet. Auch griff Touzani bei den Dreharbeiten zu Das Blau des Kaftans auf Kamerafrau Virginie Surdej zurück.
Die Produktionskosten werden mit 1,84 Mio. Euro angegeben. Produziert wurde das Werk von der marokkanischen Ali n’ Productions und der französischen Gesellschaft Les films du nouveau monde. Als Koproduzenten traten die belgische Velvet Films und die dänische Firma Snowglobe in Erscheinung. Das Projekt wurde vom Centre Cinématographique Marocain (CCM) unterstützt.

## Veröffentlichung
Das Blau des Kaftans wurde in Branchenkreisen als möglicher Beitrag für ein europäisches Filmfestival gehandelt. Tatsächlich wurde der Film in die Sektion Un Certain Regard des 75. Filmfestivals von Cannes eingeladen. Dort erfolgte die Premiere am 26. Mai 2022.
Der deutsche Kinostart fand am 16. März 2023 im Verleih von Arsenal statt. In Frankreich wurde Das Blau des Kaftan ab 22. März 2023 im Verleih von Ad Vitam in die Kinos gebracht.

## Auszeichnungen
Seit seiner Premiere im Mai 2022 wurde der Film für über ein Dutzend internationale Festivalpreise nominiert, von denen Das Blau des Kaftans sieben Auszeichnungen gewinnen konnte. Als offizieller Kandidat Marokkos gelangte Das Blau des Kaftans auf die Shortlist (Vorauswahl von 15 Filmen) für den besten internationalen Film bei der Oscarverleihung 2023.
| Filmfestival (Auswahl)                     | Kategorie                                                    | Resultat  | Preisträger/ Nominierte |
| ------------------------------------------ | ------------------------------------------------------------ | --------- | ----------------------- |
| Filmfestival von Athen 2022                | Goldene Athene – Bester Film                                 | Nominiert | Maryam Touzani          |
| Filmfestival von Athen 2022                | Publikumspreis – Bester Film                                 | Gewonnen  | Maryam Touzani          |
| Filmfestival von Athen 2022                | Preis der griechischen Filmkritikervereinigung – Bester Film | Gewonnen  | Maryam Touzani          |
| Filmfestival von Cannes 2022               | Bester Film – Sektion Un certain Regard                      | Nominiert | Maryam Touzani          |
| Filmfestival von Cannes 2022               | FIPRESCI-Preis – Bester Film, Sektion Un certain Regard      | Gewonnen  | Maryam Touzani          |
| Filmfestival von Cannes 2022               | Queer Palm                                                   | Nominiert | Maryam Touzani          |
| Filmfestival von Chicago 2022              | Goldener Hugo – Bester Film                                  | Nominiert | Maryam Touzani          |
| Filmfestival von Chicago 2022              | Silberner Hugo – Beste Regie                                 | Gewonnen  | Maryam Touzani          |
| Filmfestival von Haifa 2022                | Carmel Award – Bester internationaler Film                   | Nominiert | Maryam Touzani          |
| Filmfestival von Lissabon und Estoril 2022 | Bester Film                                                  | Nominiert | Maryam Touzani          |
| Filmfestival von Marrakesch 2022           | Preis der Jury                                               | Gewonnen  | Maryam Touzani          |
| Filmfestival von Marrakesch 2022           | Goldener Stern – Bester Film                                 | Nominiert | Maryam Touzani          |
| Filmfestival von Valladolid 2022           | Goldene Ähre – Bester Film                                   | Nominiert | Maryam Touzani          |
| Filmfestival von Valladolid 2022           | Beste Darstellerin                                           | Gewonnen  | Lubna Azabal            |
| Filmfestival von Vancouver 2022            | Publikumspreis – Bester Film der Sektion Panorama            | Gewonnen  | Maryam Touzani          |